# Black Magiic
Black Magiic, zapisywany jako BLACK MAGIIC – siódmy album studyjny polskiego rapera Kartky. Wydawnictwo ukazało się 14 grudnia 2018 roku nakładem należącej do Quebonafide wytwórni QueQuality.
Album zadebiutował na 9. miejscu polskiej listy przebojów – OLiS.

## Lista utworów
| Nr  | Tytuł utworu                                               | Tekst                  | Produkcja     | Długość |
| --- | ---------------------------------------------------------- | ---------------------- | ------------- | ------- |
| 1.  | „Yrden”                                                    | Kartky                 | Emes Milligan | 2:46    |
| 2.  | „Bohemian Grove” (z gościnnym udziałem Deys'a)             | Kartky & Deys          | INDEB         | 3:17    |
| 3.  | „Tak jak Ty”                                               | Kartky                 | Apriljoke     | 2:05    |
| 4.  | „FML”                                                      | Kartky                 | INDEB         | 4:06    |
| 5.  | „Karuzela”                                                 | Kartky                 | Gibbs         | 3:37    |
| 6.  | „Nagano 98”                                                | Kartky                 | FAVST         | 3:00    |
| 7.  | „Dziewczyna Szamana”                                       | Kartky                 | Gibbs         | 4:09    |
| 8.  | „Wolni”                                                    | Kartky                 | Gibbs         | 4:12    |
| 9.  | „Nasira” (z gościnnym udziałem Sariusa)                    | Kartky & Sarius        | NoTime        | 4:02    |
| 10. | „Ballada Disidenta” (z gościnnym udziałem Emesa Milligana) | Kartky & Emes Milligan | Gibbs         | 4:04    |
| 11. | „Amnesia Haze”                                             | Kartky                 | Emes Milligan | 3:33    |
| 12. | „Outside”                                                  | Kartky                 | HVZX          | 3:34    |
|     |                                                            |                        |               | 42:25   |

## Pozycja na liście sprzedaży
| Kraj   | Lista sprzedaży (2018) | Najwyższa pozycja |
| ------ | ---------------------- | ----------------- |
| Polska | OLiS                   | 9                 |

## Sprzedaż

### Certyfikaty ZPAV
| Certyfikat  | Liczba egzemplarzy | Data            |       |
| ----------- | ------------------ | --------------- | ----- |
| złota płyta | 15 000             | 7 sierpnia 2019 | [ 3 ] |